# Gaudenzio Manuelli
Gaudenzio Manuelli (Prato Sesia, 1º marzo 1873 – L'Aquila, 9 febbraio 1941) è stato un arcivescovo cattolico italiano.

## Biografia
Nato a Prato Sesia nel 1873, l'8 luglio 1927 fu nominato vescovo di Anagni da papa Pio XI, venendo consacrato il 25 settembre dal cardinale Giuseppe Gamba, arcivescovo di Torino, insieme ad Angelo Giacinto Scapardini e Giuseppe Castelli come co-consacranti. Il 18 febbraio 1931 fu invece nominato arcivescovo dell'Aquila e mantenne questo incarico fino alla morte, avvenuta nel 1941.

## Genealogia episcopale
La genealogia episcopale è:
- Cardinale Scipione Rebiba
- Cardinale Giulio Antonio Santori
- Cardinale Girolamo Bernerio, O.P.
- Arcivescovo Galeazzo Sanvitale
- Cardinale Ludovico Ludovisi
- Cardinale Luigi Caetani
- Cardinale Ulderico Carpegna
- Cardinale Paluzzo Paluzzi Altieri degli Albertoni
- Papa Benedetto XIII
- Papa Benedetto XIV
- Cardinale Enrico Enriquez
- Arcivescovo Manuel Quintano Bonifaz
- Cardinale Buenaventura Córdoba Espinosa de la Cerda
- Cardinale Giuseppe Maria Doria Pamphilj
- Papa Pio VIII
- Papa Pio IX
- Cardinale Alessandro Franchi
- Cardinale Giovanni Simeoni
- Cardinale Antonio Agliardi
- Vescovo Giacinto Arcangeli
- Cardinale Giuseppe Gamba
- Arcivescovo Gaudenzio Manuelli